# Лоран, Жан (скрипач)
Жан Лоран (фр. Jean Laurent; 7 июня 1909, Нерпелт — 15 октября 2001, Мюнхен) — бельгийский скрипач.

## Биография
Учился в Антверпенской консерватории, затем в Брюссельской консерватории (1929—1931) у Альфреда Дюбуа и наконец в Парижской консерватории у Фирмена Туша. В 1936—1939 гг. совершенствовал своё мастерство в Лондоне под руководством Карла Флеша. В 1940 г. непродолжительное время воевал в бельгийской армии, затем был интернирован и направлен в лагерь для военнопленных в Ополе, однако вскоре освобождён и вернулся в Бельгию. С 1943 г. профессор скрипки в Гентской консерватории, с этого же времени начинает концертировать.
В репертуар Лорана наряду с концертами Моцарта, Бетховена, Сен-Санса, Макса Бруха входили редкие сочинения Джованни Перголези и Жана Мари Леклера, произведения современных бельгийских авторов: в частности, Лоран был первым исполнителем скрипичных концертов Йефа Маса (1951) и Хенка Бадингса (1958). В середине 1950-х гг. много выступал и записывался с итальянским клавесинистом Лучано Сгрицци.
С 1958 г. преподавал в Мюнхенской Высшей школе музыки. В 1961 г. записал с Мюнхенским филармоническим оркестром скрипичный концерт Вальтера Абендрота.